# Wear

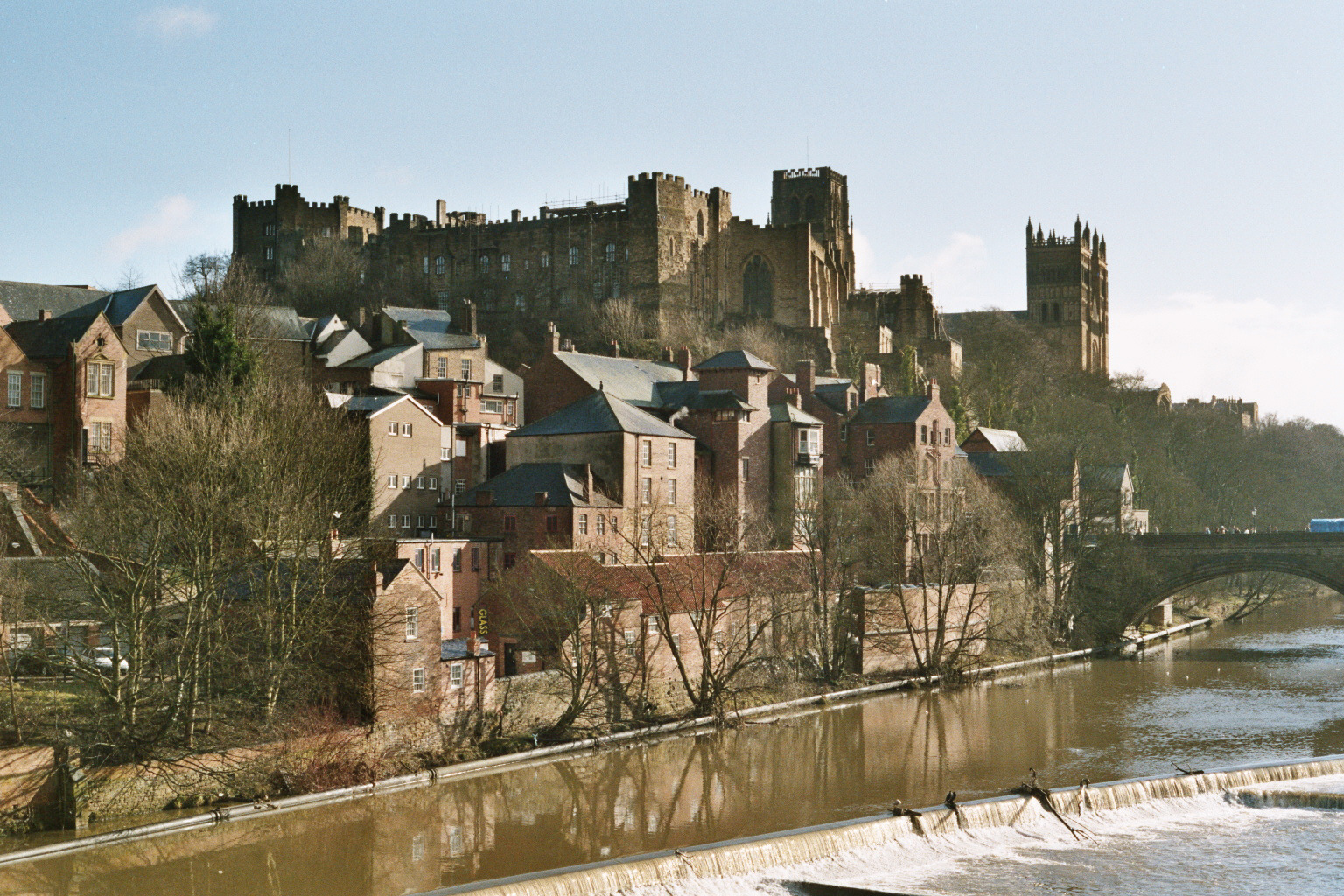
Wear där den flyter förbi Durham Castle.

Wear är en flod i County Durham i Nordöstra England. Den rinner upp i Penninerna vid gränsen mot Cumberland, flyter sedan genom staden Durham och ut i Nordsjön vid Sunderland. Nedre delen av floden, fram till Durham, är farbar.